# 叶万勇
叶万勇（1953年9月—），湖北武汉人，中国军事将领。
2000年8月，任西藏军区政治部主任。2005年12月，任西藏军区副政治委员。2006年10月，任四川省军区政治委员。2007年1月，任四川省委常委、四川省军区政治委员。2012年退休；2014年5月，因涉嫌徐才厚案被军委纪委调查。2014年8月移送军事司法机关依法处理。